# Auasa
Auasa – miasto w Etiopii, nad brzegiem jeziora Auasa Hajk; stolica nowo utworzonego Regionu Sidama; według projekcji z 2021 roku liczy 403,3 tys. mieszkańców i jest piątym co do wielkości miastem Etiopii. Przemysł spożywczy, odzieżowy.

## Historia
Auasa była stolicą dawnej prowincji Sidamo do czasu reformy konstytucyjnej w 1995 roku, która uczyniła ją stolicą Regionu Narodów, Narodowości i Ludów Południa (SNNPR). Po wyodrębnieniu Regionu Sidama z SNNPR w 2020 roku, Auasa została jego stolicą.

## Turystyka
To turystyczne miasto, w którym znajduje się jezioro Auasa Hajk i góra Tabor, w 2011 roku postawiło pomnik o wys. 28 metrów zwany Sumuda. Pomnik został zaprojektowanay na wzór kiełkujących zwojów liści rośliny Enset (fałszywego banana) od dołu do góry. Enset zapewnia podstawowe pożywienie dla ludu Sidama i reprezentuje stabilność, przetrwanie i tradycję. Na pomniku zainstalowano fontannę, która pompuje wodę wokół pomnika przez 120 otworów odpływowych.

## Galeria

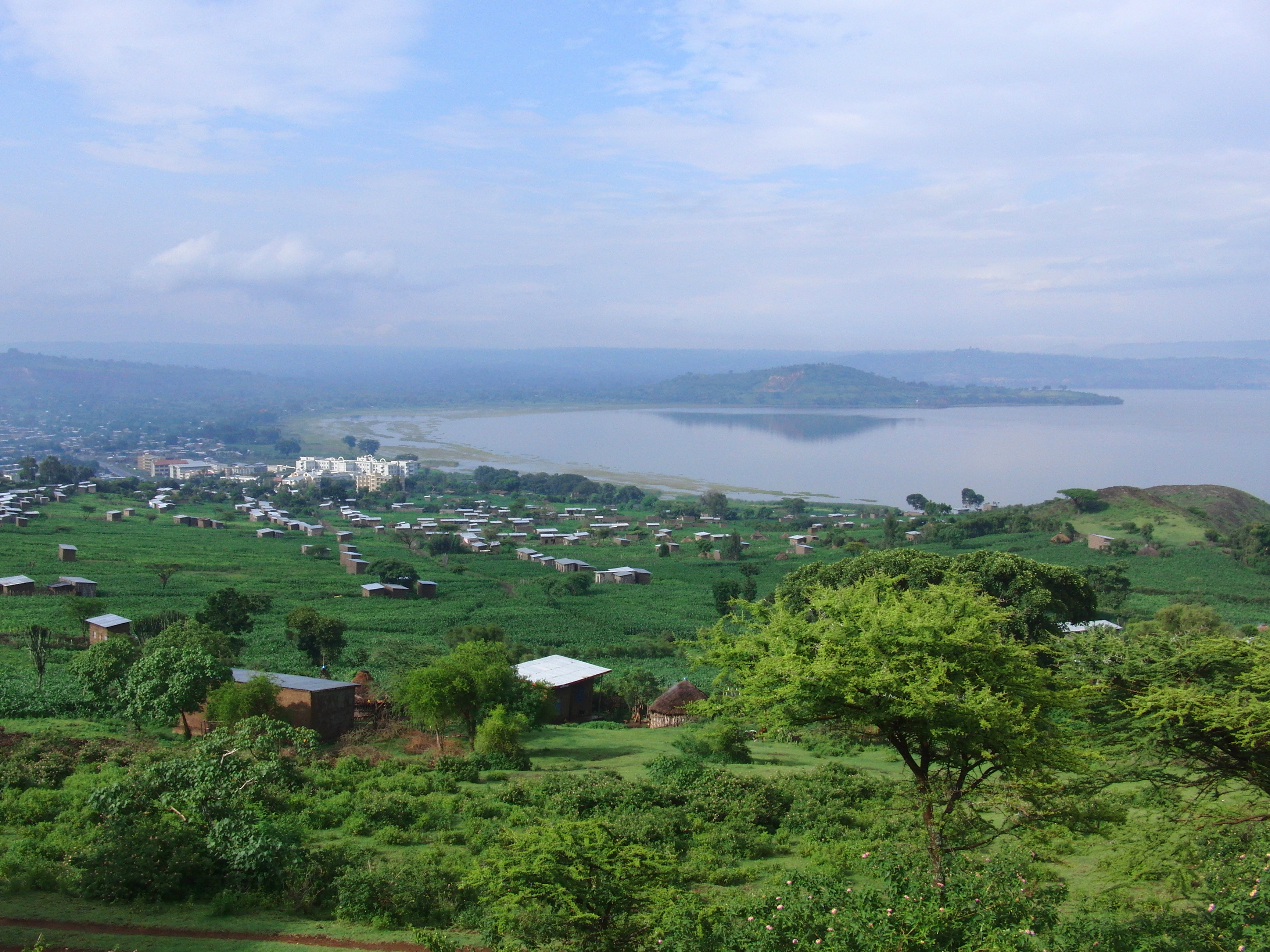
Panorama przedmieścia i jeziora
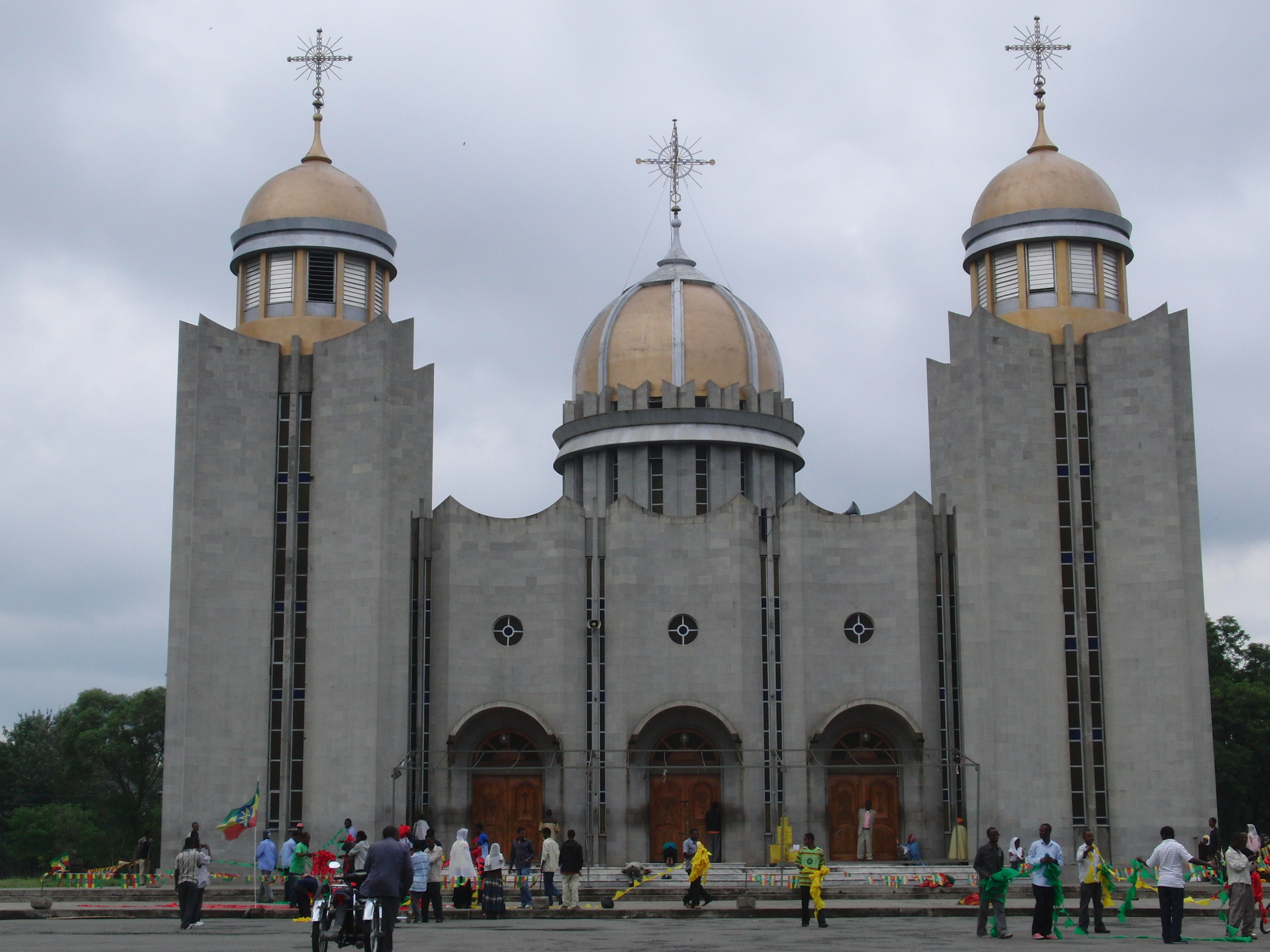
Historyczny Kościół św. Gabriela
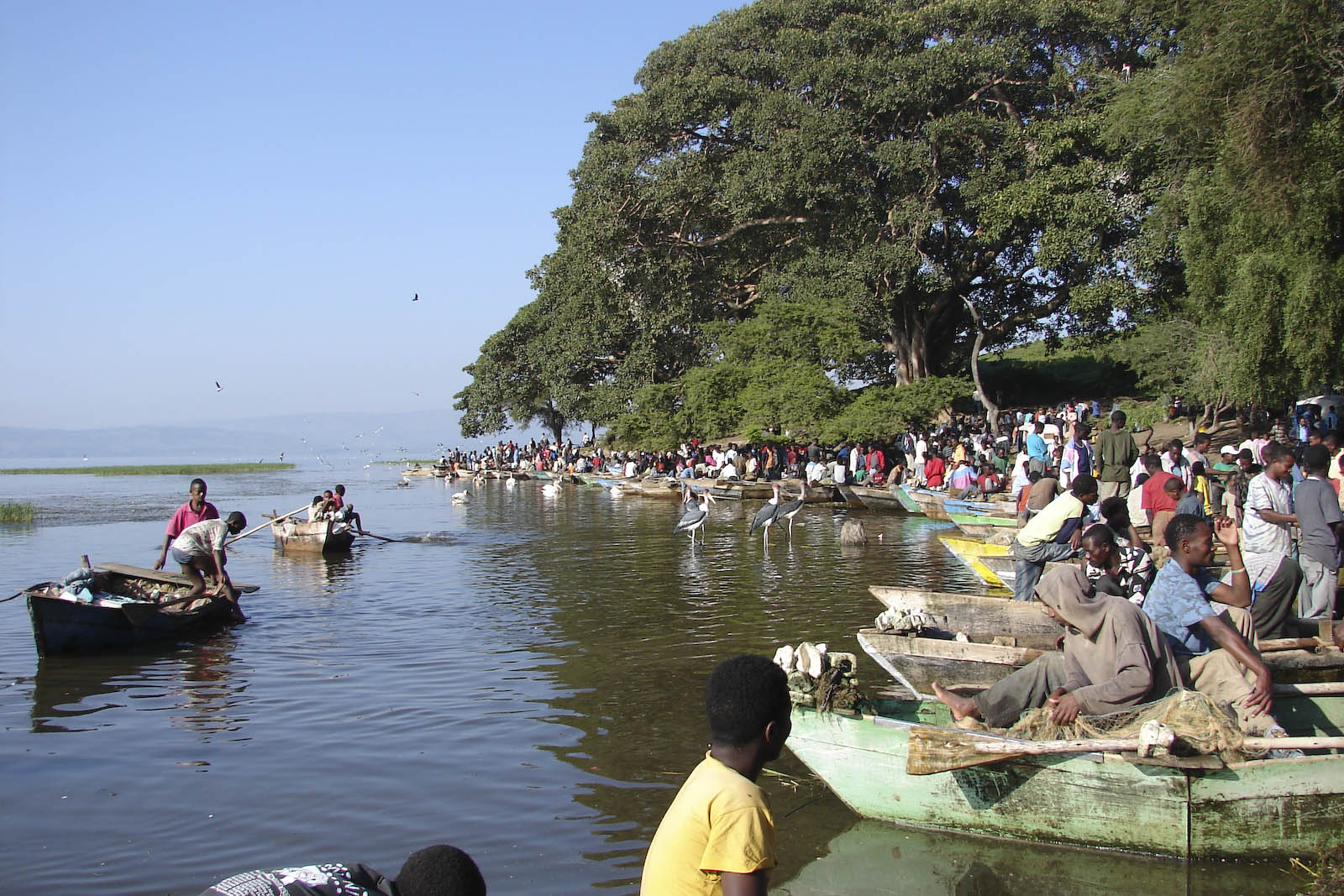
Targ rybny
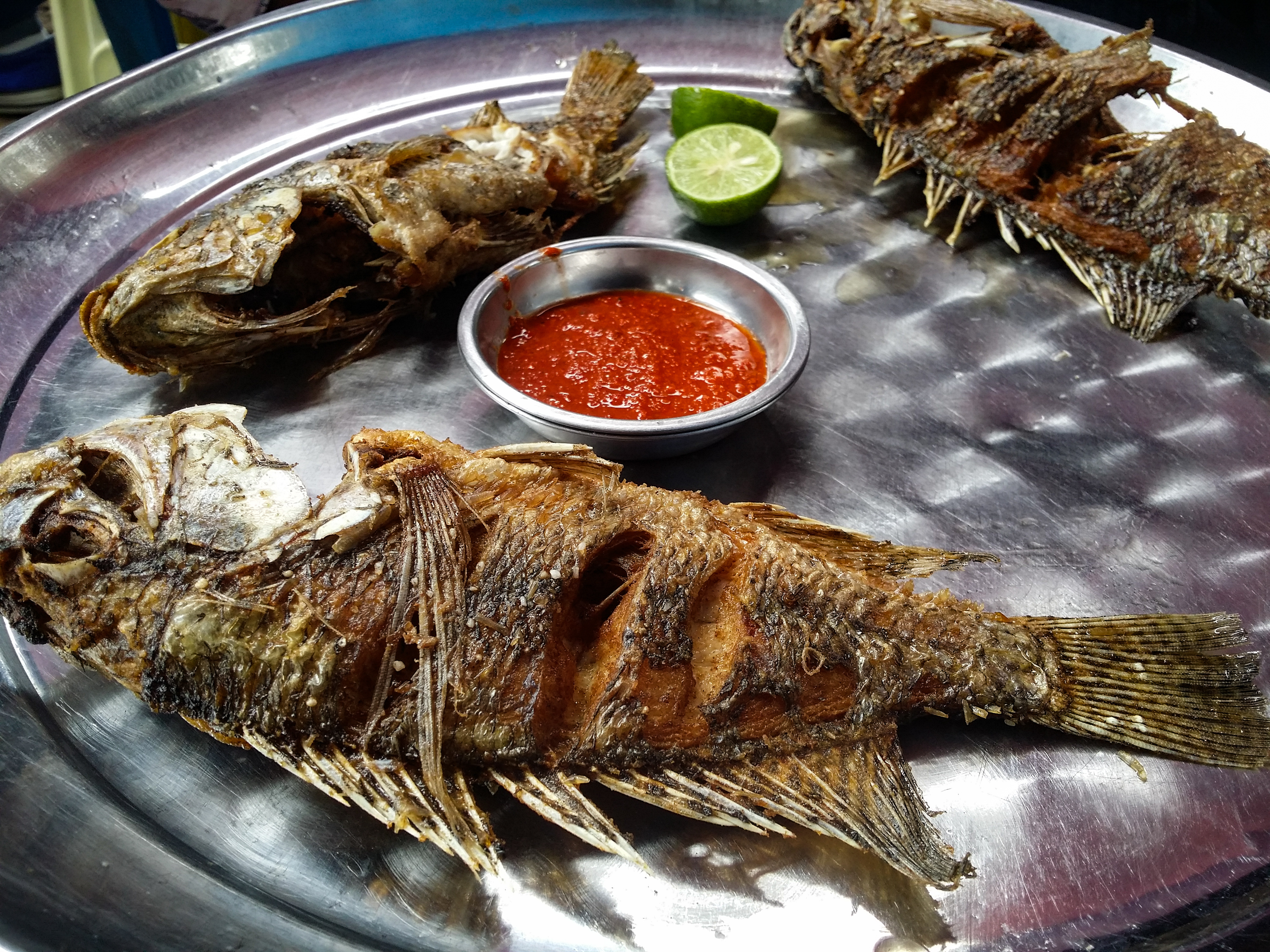
Ryby z Jeziora Awasa